# Коффман-Коув (Аляска)
Коффман-Коув (англ. Coffman Cove) — город в зоне переписи населения Принс-оф-Уэльс—Хайдер, штат Аляска, США. Население по данным переписи 2010 года составляет 178 человек.

## История
Получил статус города 23 октября 1989 года.

## География
Расположен в северо-восточной части острова Принца Уэльского. Площадь города составляет 38,5 км², из них 26,9 км² — суша и 11,6 км² — водные поверхности.

## Население
По данным переписи 2000 года, население города составляло 199 человек. Расовый состав: белые — 87,44 %; коренные американцы — 2,51 %; афроамериканцы — 0,50 %; азиаты — 0,50 %; представители других рас — 5,03 % и представители двух и более рас — 4,02 %. Латиноамериканцы любой расы составляли 1,01 % населения.
Из 63 домашних хозяйств в 31,7 % — воспитывали детей в возрасте до 18 лет, 54,0 % представляли собой совместно проживающие супружеские пары, в 4,8 % семей женщины проживали без мужей, 33,3 % не имели семьи. 25,4 % от общего числа семей на момент переписи жили самостоятельно, при этом 6,3 % составили одинокие пожилые люди в возрасте 65 лет и старше. В среднем домашнее хозяйство ведут 2,56 человек, а средний размер семьи — 3,00 человек.
Доля лиц в возрасте младше 18 лет — 21,1 %; лиц в возрасте от 18 до 24 лет — 7,5 %; от 25 до 44 лет — 32,7 %; от 45 до 64 лет — 32,2 % и лиц старше 65 лет — 6,5 %. Средний возраст населения — 40 лет. На каждые 100 женщин приходится 168,7 мужчин; на каждые 100 женщин в возрасте старше 18 лет — 180,4 мужчин.
Средний доход на совместное хозяйство — $43 750; средний доход на семью — $44 861. Средний доход на душу населения — $23 249.
Динамика численности населения города по годам:
| 1990 | 2000 | 2010 |
| ---- | ---- | ---- |
| 186  | 199  | 178  |

## Транспорт
Город обслуживается гидроаэропортом Коффман-Коув.